# Gramat
Gramat est une commune française située dans le nord du département du Lot en région Occitanie.
Elle est également dans le causse de Gramat, le plus vaste et le plus sauvage des quatre causses du Quercy.
Exposée à un climat océanique altéré, elle est drainée par l'Ouysse, le ruisseau de Bio, le ruisseau de Bourines et deux autres cours d'eau. Incluse dans le bassin de la Dordogne, la commune possède un patrimoine naturel remarquable : un site Natura 2000 (les « vallées de l'Ouysse et de l'Alzou ») et six zones naturelles d'intérêt écologique, faunistique et floristique.
Gramat est une commune rurale qui compte 3 496 habitants en 2022. Elle est dans l'unité urbaine de Gramat et fait partie de l'aire d'attraction de Gramat. Ses habitants sont appelés les Gramatois ou Gramatoises.

## Géographie

### Localisation
La commune est située au centre de l'aire urbaine de Gramat au nord-est du département du Lot, sur le causse de Gramat dans le parc naturel régional des Causses du Quercy.

### Communes limitrophes
Le territoire de la commune est limitrophe de ceux de neuf autres communes :
| Rocamadour | Rignac, Thégra | Lavergne   |
| Couzou     | Gramat         | Bio        |
| Le Bastit  | Reilhac        | Issendolus |

### Hydrographie
Gramat est parcourue par l'Alzou, l'Ouysse, le ruisseau de Rignac, le ruisseau de Bio...

### Géologie et relief
La superficie de la commune est de 5 707 hectares ; son altitude varie de 220  à   404 mètres.

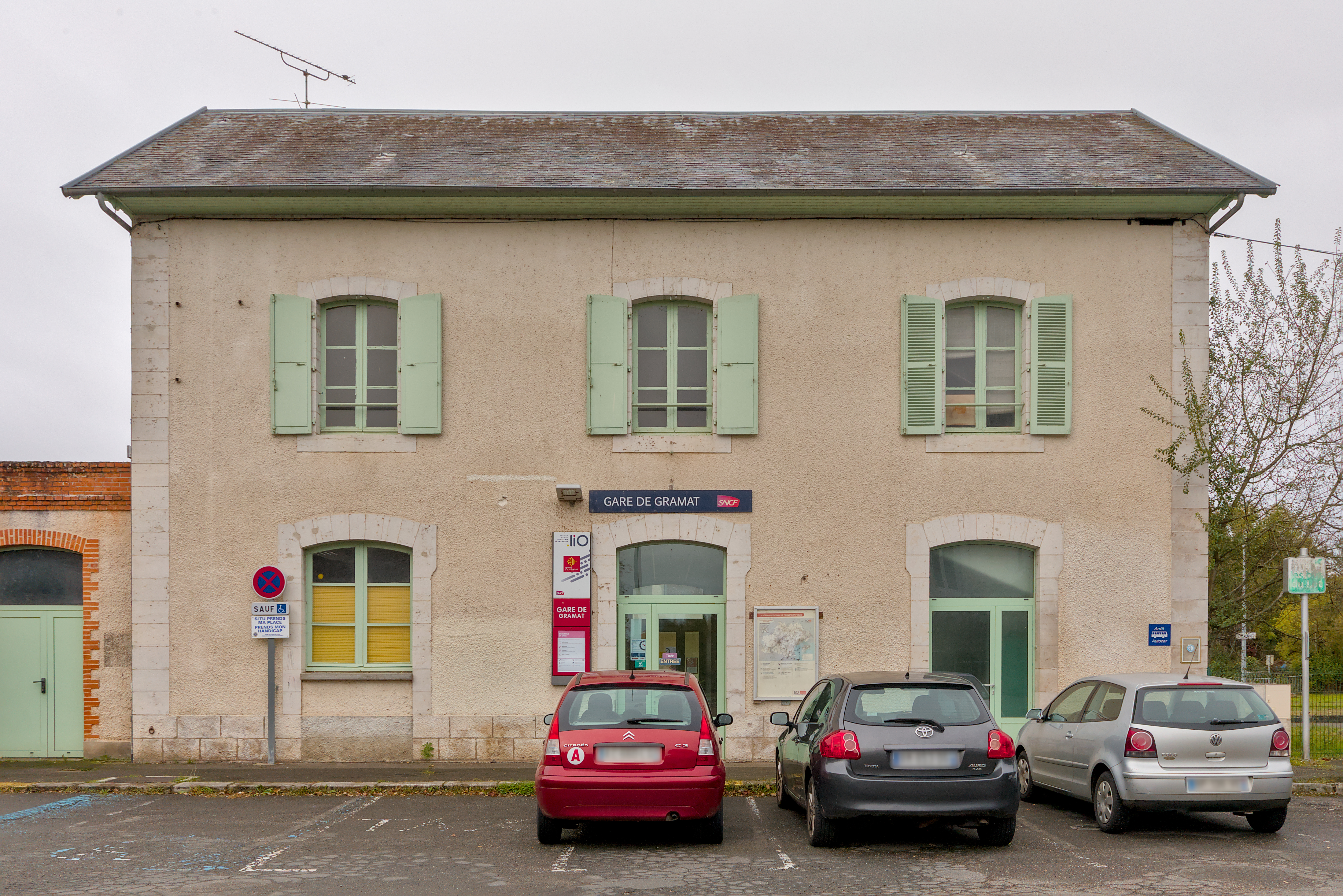
La gare de Gramat.

### Voies de communication et transports
Gramat est située au croisement des routes départementales D 840 et D 807. La D 840 relie Cressensac (4 km de la sortie 54 de l'A20) à Figeac. La D 807 relie l'A20 (sortie 56 Montfaucon) à Saint-Céré.
La gare de Gramat est située sur la ligne de chemin de fer Paris - Brive - Rodez.

### Climat
Pour des articles plus généraux, voir Climat de l'Occitanie et Climat du Lot.
En 2010, le climat de la commune est de type climat océanique altéré, selon une étude s'appuyant sur une série de données couvrant la période 1971-2000. En 2020, Météo-France publie une typologie des climats de la France métropolitaine dans laquelle la commune est dans une zone de transition entre le climat océanique altéré et le climat de montagne ou de marges de montagne et est dans la région climatique Ouest et nord-ouest du Massif Central, caractérisée par une pluviométrie annuelle de 900 à 1 500 mm, maximale en automne et en hiver.
Pour la période 1971-2000, la température annuelle moyenne est de 12,1 °C, avec une amplitude thermique annuelle de 15,4 °C. Le cumul annuel moyen de précipitations est de 1 041 mm, avec 11,5 jours de précipitations en janvier et 6,6 jours en juillet. Pour la période 1991-2020, la température moyenne annuelle observée sur la station météorologique la plus proche, située sur la commune de Lunegarde à 10 km à vol d'oiseau, est de 12,6 °C et le cumul annuel moyen de précipitations est de 828,1 mm,. Pour l'avenir, les paramètres climatiques de la commune estimés pour 2050 selon différents scénarios d’émission de gaz à effet de serre sont consultables sur un site dédié publié par Météo-France en novembre 2022.

### Milieux naturels et biodiversité

#### Espaces protégés
La protection réglementaire est le mode d’intervention le plus fort pour préserver des espaces naturels remarquables et leur biodiversité associée,.
La commune fait partie du parc naturel régional des Causses du Quercy, un espace protégé créé en 1999 et d'une superficie de 183 039 ha, qui s'étend sur 102 communes du département du Lot. La cohérence du territoire du Parc s’est fondée sur l’unité géologique d’un même socle de massif karstique, entaillé de profondes vallées. Le périmètre repose sur une unité de paysages autour de la pierre et du bâti (souvent en pierre sèche), de l’empreinte des pelouses sèches et du pastoralisme et de l’omniprésence des patrimoines naturels et culturels,. Ce parc a été classé Géoparc en mai 2017 sous la dénomination « géoparc des causses du Quercy », faisant dès lors partie du réseau mondial des Géoparcs, soutenu par l’UNESCO,.
La commune fait également partie de la zone de transition du bassin de la Dordogne, un territoire d'une superficie de 1 880 258 ha reconnu réserve de biosphère par l'UNESCO en juillet 2012,.

#### Réseau Natura 2000

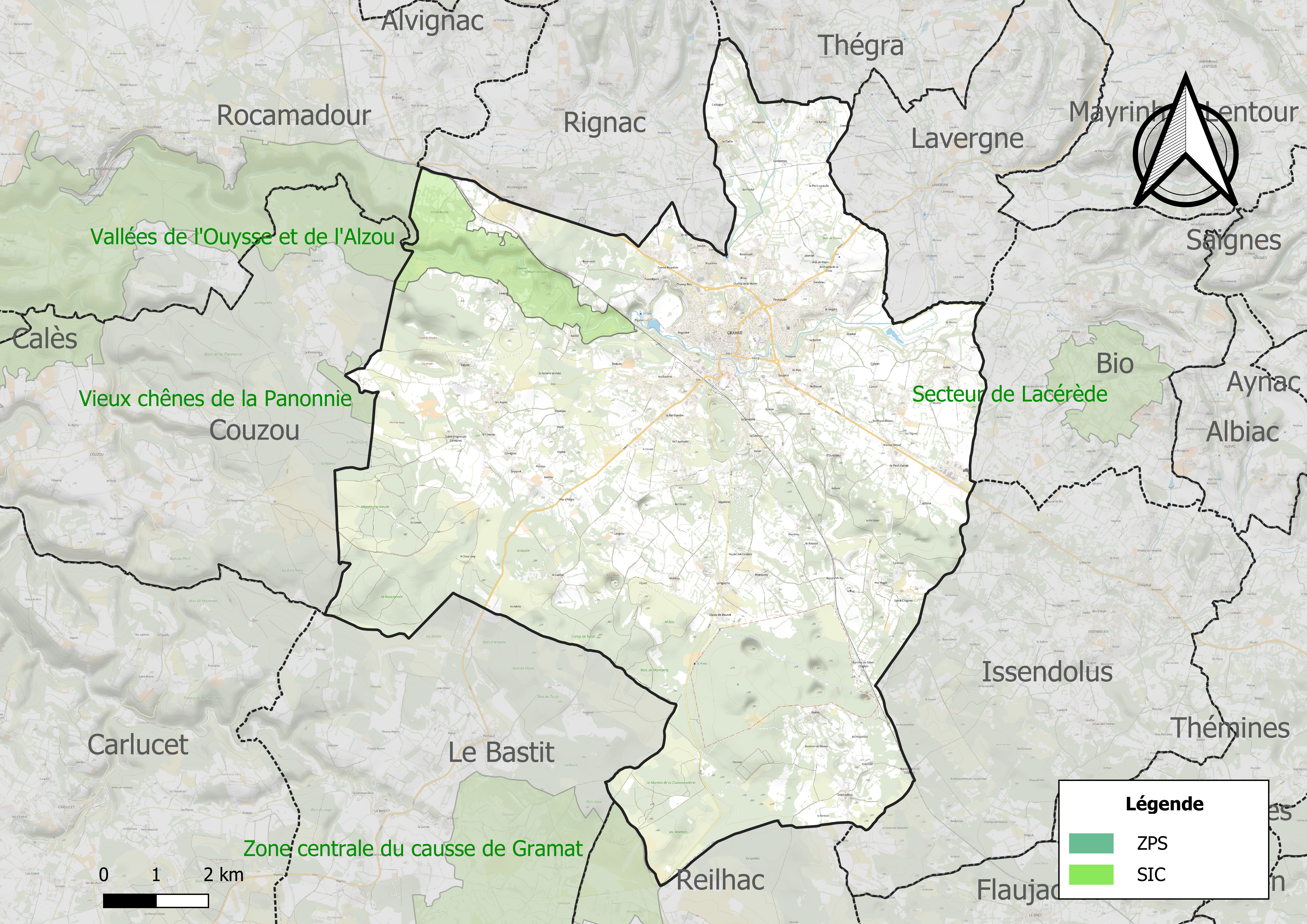
Site Natura 2000 sur le territoire communal.

Le réseau Natura 2000 est un réseau écologique européen de sites naturels d'intérêt écologique élaboré à partir des directives habitats et oiseaux, constitué de zones spéciales de conservation (ZSC) et de zones de protection spéciale (ZPS).
Un site Natura 2000 a été défini sur la commune au titre de la directive habitats : les « vallées de l'Ouysse et de l'Alzou », d'une superficie de 3 009 ha, un territoire très riche en entomofaune, comprenant notamment, outre les insectes répertoriés de l'annexe II, nombre d'espèces remarquables d'orthoptères (Omocestus raymondi, Sphingonotus caerulans), de lépidoptères (Brenthis hecate, Chazara briseis, Euchloe tagis) et de coléoptères (Acmaedora pilosellae, Barypeithes pyreneus, Carabus hispanus, Sphenoptera parvula).

#### Zones naturelles d'intérêt écologique, faunistique et floristique

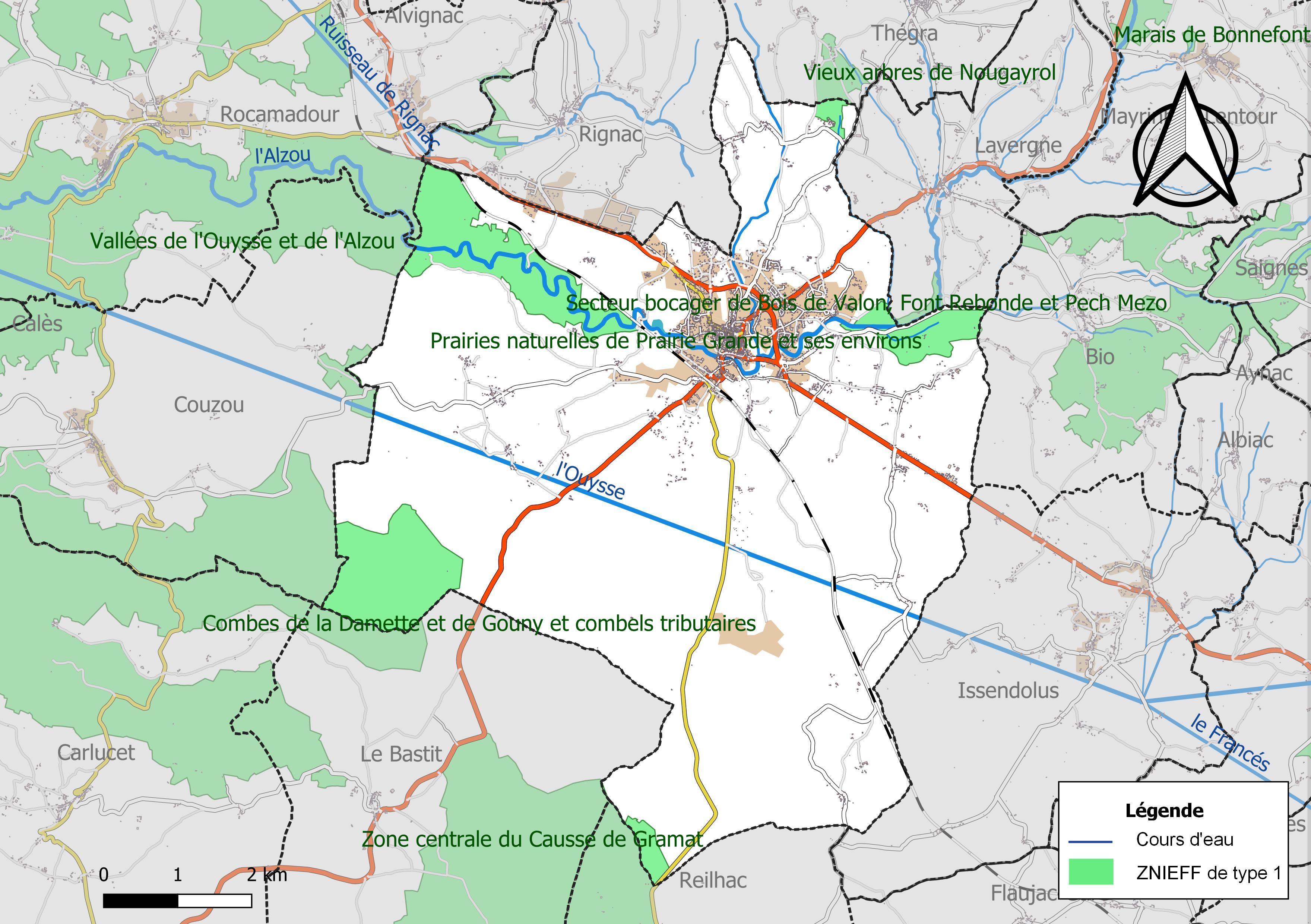
Carte des ZNIEFF de type 1 localisées sur la commune.

L’inventaire des zones naturelles d'intérêt écologique, faunistique et floristique (ZNIEFF) a pour objectif de réaliser une couverture des zones les plus intéressantes sur le plan écologique, essentiellement dans la perspective d’améliorer la connaissance du patrimoine naturel national et de fournir aux différents décideurs un outil d’aide à la prise en compte de l’environnement dans l’aménagement du territoire.
Six ZNIEFF de type 1 sont recensées sur la commune :
- les « combes de la Damette et de Gouny et combels tributaires » (1 961 ha), couvrant 5 communes du département[24] ;
- les « prairies naturelles de prairie Grande et ses environs » (95 ha), couvrant 3 communes du département[25] ;
- les « vallées de l'Ouysse et de l'Alzou » (3 030 ha), couvrant 5 communes du département[26].
- les « vieux arbres de Nougayrol » (50 ha), couvrant 2 communes du département[27].
- les « vieux chênes de la Pannonie » (34 ha), couvrant 2 communes du département[28].
- la « zone centrale du causse de Gramat » (7 127 ha), couvrant 11 communes du département[29] ;

## Urbanisme

### Typologie
Au 1er janvier 2024, Gramat est catégorisée bourg rural, selon la nouvelle grille communale de densité à sept niveaux définie par l'Insee en 2022.
Elle appartient à l'unité urbaine de Gramat, une unité urbaine monocommunale constituant une ville isolée,. Par ailleurs la commune fait partie de l'aire d'attraction de Gramat, dont elle est la commune-centre,. Cette aire, qui regroupe 18 communes, est catégorisée dans les aires de moins de 50 000 habitants,.

### Occupation des sols
L'occupation des sols de la commune, telle qu'elle ressort de la base de données européenne d’occupation biophysique des sols Corine Land Cover (CLC), est marquée par l'importance des forêts et milieux semi-naturels (57,3 % en 2018), en augmentation par rapport à 1990 (55,2 %). La répartition détaillée en 2018 est la suivante :
forêts (29,4 %), milieux à végétation arbustive et/ou herbacée (27,9 %), prairies (25,3 %), zones agricoles hétérogènes (10,4 %), zones urbanisées (4,9 %), zones industrielles ou commerciales et réseaux de communication (2,1 %). L'évolution de l’occupation des sols de la commune et de ses infrastructures peut être observée sur les différentes représentations cartographiques du territoire : la carte de Cassini (XVIIIe siècle), la carte d'état-major (1820-1866) et les cartes ou photos aériennes de l'IGN pour la période actuelle (1950 à aujourd'hui).

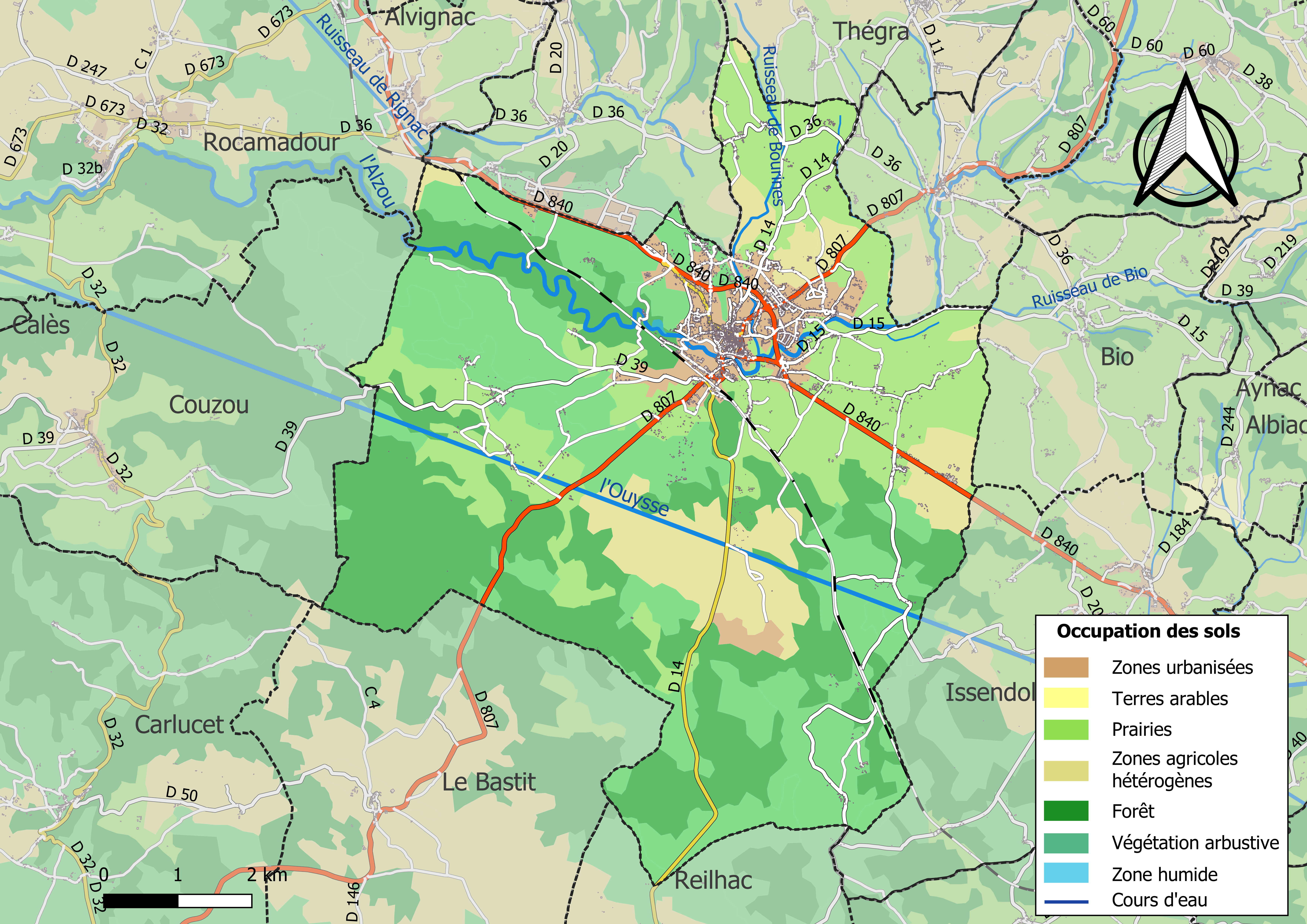
Carte des infrastructures et de l'occupation des sols de la commune en 2018 (CLC).

### Risques majeurs
Le territoire de la commune de Gramat est vulnérable à différents aléas naturels : météorologiques (tempête, orage, neige, grand froid, canicule ou sécheresse), inondations, feux de forêts, mouvements de terrains et séisme (sismicité très faible). Il est également exposé à un risque technologique, le transport de matières dangereuses. Un site publié par le BRGM permet d'évaluer simplement et rapidement les risques d'un bien localisé soit par son adresse soit par le numéro de sa parcelle.

#### Risques naturels
Certaines parties du territoire communal sont susceptibles d’être affectées par le risque d’inondation par débordement de cours d'eau, notamment l'Ouysse et l'Alzou. La cartographie des zones inondables en ex-Midi-Pyrénées réalisée dans le cadre du XIe contrat de plan État-région, visant à informer les citoyens et les décideurs sur le risque d’inondation, est accessible sur le site de la DREAL Occitanie. La commune a été reconnue en état de catastrophe naturelle au titre des dommages causés par les inondations et coulées de boue survenues en 1982, 1992, 1994, 1996, 1997 et 1999,.
Gramat est exposée au risque de feu de forêt. Un plan départemental de protection des forêts contre les incendies a été approuvé par arrêté préfectoral le 30 novembre 2015 pour la période 2015-2025. Les propriétaires doivent ainsi couper les broussailles, les arbustes et les branches basses sur une profondeur de 50 mètres, aux abords des constructions, chantiers, travaux et installations de toute nature, situées à moins de 200 mètres de terrains en nature
de bois, forêts, plantations, reboisements, landes ou friches. Le brûlage des déchets issus de l’entretien des parcs et jardins des ménages et des collectivités est interdit. L’écobuage est également interdit, ainsi que les feux de type méchouis et barbecues, à l’exception de ceux prévus dans des installations fixes (non situées sous couvert d'arbres) constituant une dépendance d'habitation.

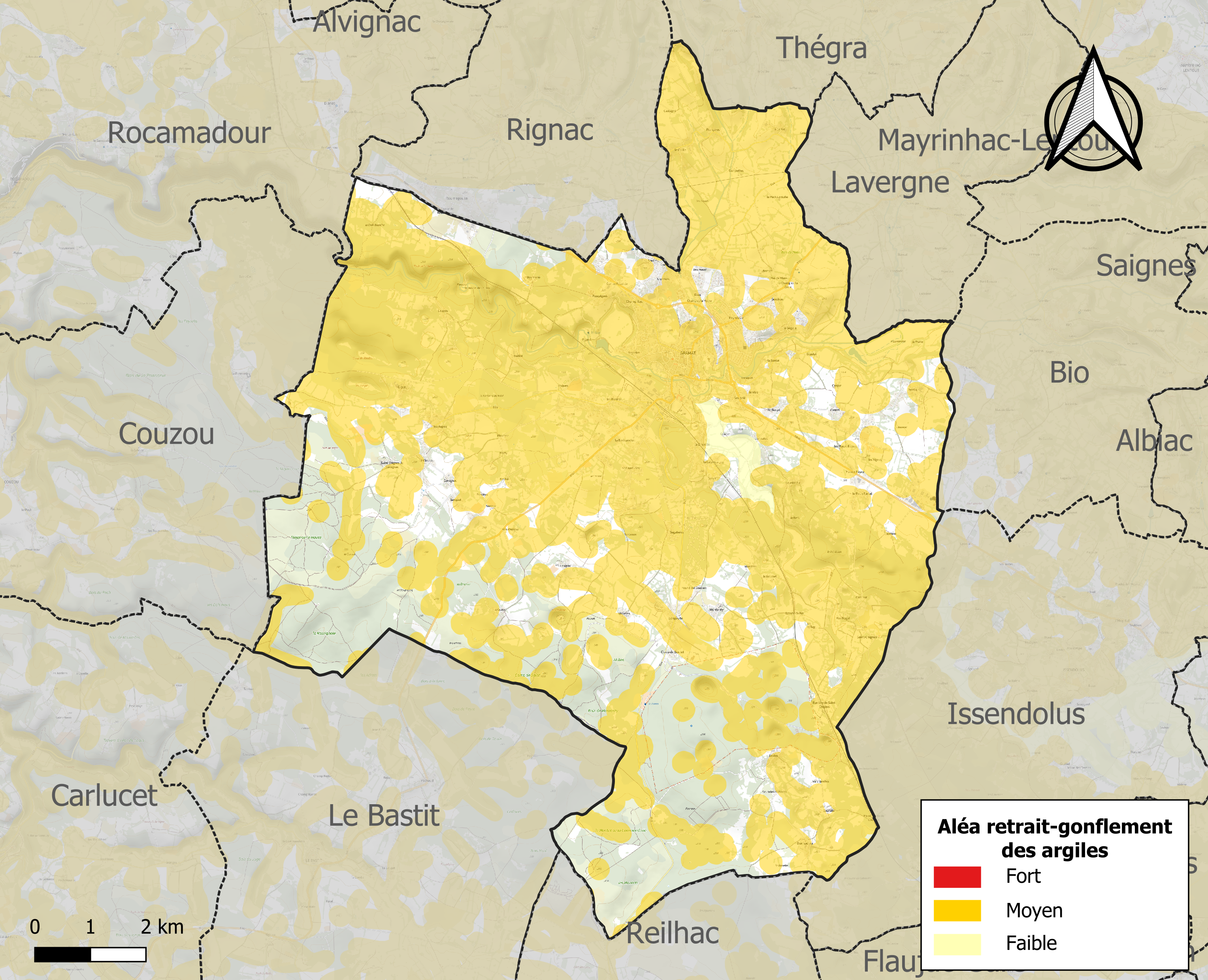
Carte des zones d'aléa retrait-gonflement des sols argileux de Gramat.

Les mouvements de terrains susceptibles de se produire sur la commune sont des affaissements et effondrements liés aux cavités souterraines (hors mines), des éboulements, chutes de pierres et de blocs et des glissements de terrain. Par ailleurs, afin de mieux appréhender le risque d’affaissement de terrain, l'inventaire national des cavités souterraines permet de localiser celles situées sur la commune.
Le retrait-gonflement des sols argileux est susceptible d'engendrer des dommages importants aux bâtiments en cas d’alternance de périodes de sécheresse et de pluie. 73,3 % de la superficie communale est en aléa moyen ou fort (67,7 % au niveau départemental et 48,5 % au niveau national). Sur les 1 757 bâtiments dénombrés sur la commune en 2019, 1 442 sont en aléa moyen ou fort, soit 82 %, à comparer aux 72 % au niveau départemental et 54 % au niveau national. Une cartographie de l'exposition du territoire national au retrait gonflement des sols argileux est disponible sur le site du BRGM,.
Par ailleurs, afin de mieux appréhender le risque d’affaissement de terrain, l'inventaire national des cavités souterraines permet de localiser celles situées sur la commune.
Concernant les mouvements de terrains, la commune a été reconnue en état de catastrophe naturelle au titre des dommages causés par la sécheresse en 2019 et par des mouvements de terrain en 1999.

#### Risques technologiques
Le risque de transport de matières dangereuses sur la commune est lié à sa traversée par une route à fort trafic et une ligne de chemin de fer. Un accident se produisant sur de telles infrastructures est susceptible d’avoir des effets graves sur les biens, les personnes ou l'environnement, selon la nature du matériau transporté. Des dispositions d’urbanisme peuvent être préconisées en conséquence.

## Toponymie
Le nom Gramat pourrait provenir d'un nom d'homme gaulois : Gramus ou d'un cours d'eau Gramma en occitan. Un anthroponyme romain : Gramatius existe aussi. Gaston Bazalgues retient aussi cette origine car une voie romaine passait à Gramat,.
Selon d'autres, le nom de Gramat serait un toponyme préceltique : la racine -gra ou cra (ou garr-, -car) indiquant la pierre (« gra »vier, « gra »vat, la Crau qui est une plaine caillouteuse) ou un lieu élevé en pierre (Mont « Gar »rot à saint-Suliac, Mont « Gar »go sur le Causse Méjean ou une falaise (Cravant-les-Coteaux).
La commune est en effet située sur un causse, c'est-à-dire un plateau « kar »stique et sur le territoire de la commune se trouvent deux tumulus, l'un à côté de l'hippodrome l'autre nommé Pech de « Gra »mmont.

## Histoire

### Préhistoire
Le site de Gramat, est fréquenté depuis la Préhistoire ainsi qu'en témoignent les nombreuses découvertes de haches, silex taillés, pointes de flèche.

#### L'abri du Cuzoul

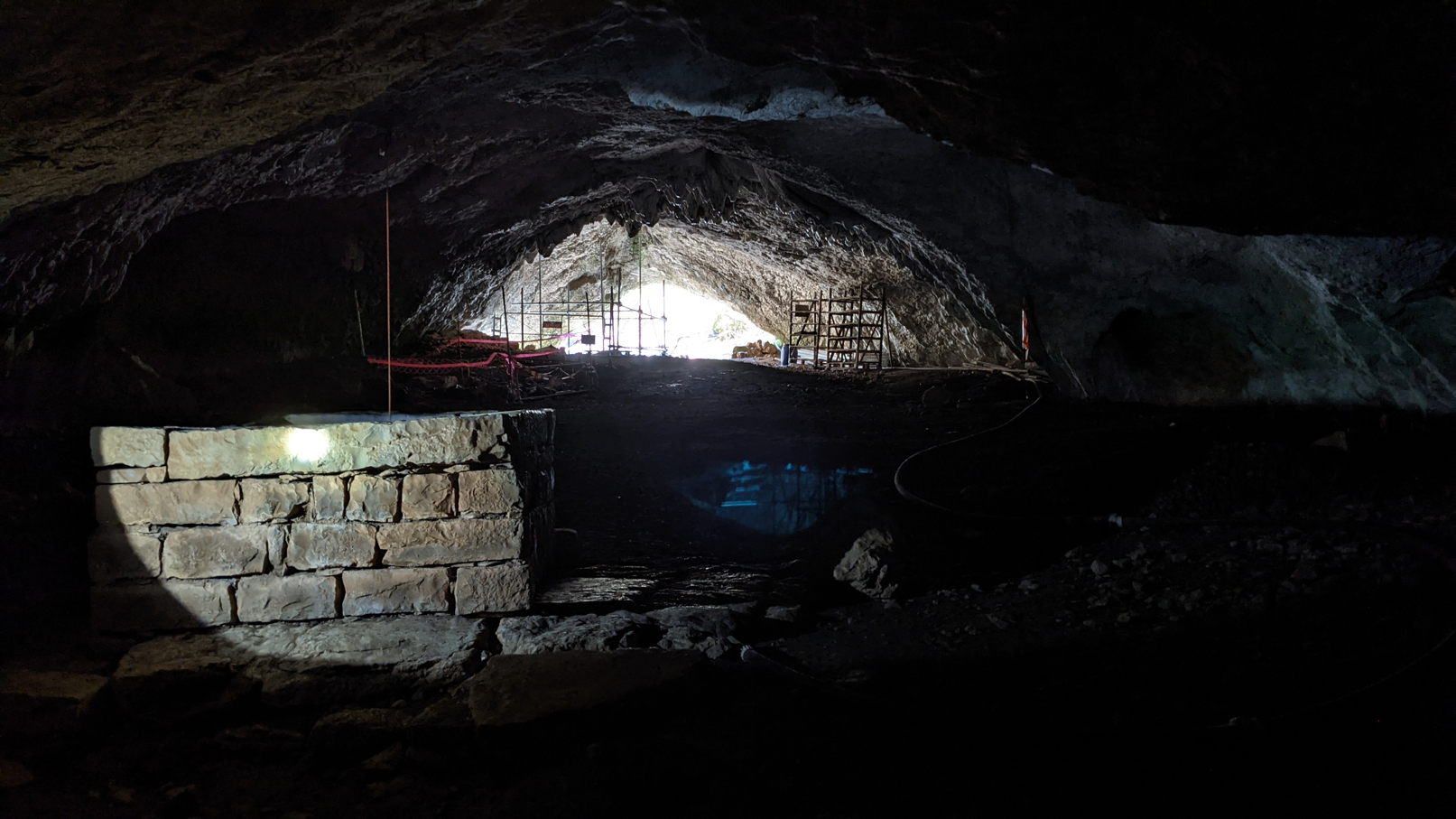
Grande salle et puits dans la grotte du Cuzoul.

L'abri du Cuzoul. Cet abri est situé dans la doline à l'entrée de la grotte du Cuzoul qui s'ouvre sur une grande salle de 40 × 15 × 3 m qui comporte en son centre un puits bâti qui protège une nappe pérenne captive.
Entre 1923 et 1933, Raymond Lacam, André Niederlender et Armand Viré effectuèrent dans la grotte trois sondages, qui firent apparaître des couches perturbées par l'eau, ce qui les poussa à creuser à l'extérieur à l'abri nord y découvrirent un squelette humain complet qui fut surnommé « l'homme de Gramat ». Cet homme préhistorique est rattaché, par la présence de nombreux microlithes taillés en forme de trapèze, au Tardenoisien l'un des faciès du Mésolithique.
De nouvelles fouilles, avec tamisage de 70 m3 des déblais de Raymond Lacam, ont repris depuis 2007. L'étude de plusieurs milliers de pièces lithiques a permis de dégager plusieurs centaines d'outils en pierre, en matière dures animales et en céramique. Elle a confirmé que la fréquentation la plus ancienne remonte à l'Azilien et va jusqu'au Néolithique ancien. Aucune fréquentation durant le Néolithique
moyen ou le Néolithique récent ne peut être détectée dans ces déblais. Par contre, des objets découverts dans d'autres parties du site montrent des fréquentations épisodiques du site de l'âge du bronze au Haut Moyen Âge.
Ce squelette est exposé au musée de Saint-Germain-en-Laye.

#### Les dolmens
Plusieurs dolmens situés sur le territoire de la commune témoignent de l'occupation humaine à cette période. Le Dolmen des Plassous (appelé aussi Las Aspes) classé depuis 1889 à l'inventaire des monuments historiques ; le Dolmen de Bouyé en grande partie effondré avec un tumulus de forme allongé (20 mètres de long pour 11 de large) ; le Dolmen du Pech-de-Grammont, ici le tumulus enserre un dolmen double composé d'un petit dolmen couvert (à l'ouest) et d'un dolmen plus grand (à l'est) avec une épaisse table brisée en 3 morceaux, initialement placé au centre du tumulus, le plus petit serait le plus ancien des deux, l'édification du second ayant entraîné l'agrandissement du tumulus initial qui atteint désormais près de 20 mètres de long avec une forme ovale, ce dolmen est inscrit depuis 2012 à l'inventaire des monuments historiques 44° 47′ 05″ N, 1° 40′ 22″ E ; le Dolmen du Terrou fouillé par Jacques-Antoine Delpon qui mentionne y avoir trouvé cinq squelettes empilés dans cinq couches différentes de terre, le mobilier funéraire retrouvé, composé d'un anneau de cuivre et d'un anneau de fer, ainsi que de tessons de poterie, laisse supposer que le tumulus a fait l'objet d'une réutilisation ultérieure ; le Dolmen de Saint-Chignes qui a souffert de fouilles hâtives qui ont fragilisé sa structure - 44° 44′ 57″ N, 1° 45′ 37″ E ; le Dolmen de Courtille, à moins de 140 mètres au Sud-Ouest de la maisonnette de Courtille (maison de garde-barrière de la voie ferrée Brive-la-Gaillarde - Rodez), ce dolmen a été presque entièrement détruit, il ne reste que deux orthostats arasés à 25 cm du sol, son tumulus de 15 m de diamètre est encore visible.

### Antiquité
La cité de Gramat, est née au carrefour des anciennes voies gallo-romaines, Cahors-Limoges et Rodez-Périgueux. Cela lui fit profiter d'une situation privilégiée, au contact des terroirs complémentaires du Causse et du Limargue, mais également sur le passage des marchands et des pèlerins.

### Moyen Âge
Si la circulation des marchandises fut aisée, les invasions bénéficièrent également de cette facilité. Et Gramat ne fut guère épargnée par celles-ci, car tour à tour se succédèrent les Arabes, au VIIe siècle, puis les Normands aux  IXe et Xe siècles, qui pillèrent la ville.
Au Moyen Âge, Gramat devient une baronnie, ayant droit de suzeraineté sur Carennac, Loubressac, Autoire, Miers, Mayrinhac Lentour et Lavergne. À la tête de cette baronnie, quatre familles de seigneurs se succédent. Par ordre chronologique, on trouve les familles de Castelnau (950 à 1360), d'Aigrefeuille (1360 à 1500), d'Auriolle (1500 à 1600) et Foulhiac (1600 à 1789).
La guerre de Cent Ans apporte son lot de destructions et de souffrances. Les entrées principales de la ville sont défendues par de grandes portes. Derrière celles-ci, deux autres portes fortifiées gardent la place dite du château. En 1356, après la bataille de Poitiers, un détachement de l'armée du prince de Galles parcourut le Quercy et entre dans la ville. Ils la ruinent complètement, mais ne peuvent s'emparer du château, grâce aux fortifications évoquées plus haut. Trois jours durant, Gramat est occupée par les Anglais.
Suit alors une période de troubles à répétition entre seigneurs locaux. Les dévastations sont si nombreuses et fréquentes, que les habitants fuient en Espagne[réf. nécessaire], pour la plupart. À la fin des hostilités, il s'avère que Gramat ne compte plus que cinq habitants. Pour repeupler le pays, arrivent des colonies d'émigrants du Limousin, du Rouergue et du Gévaudan.

### Temps modernes
Durant les Guerres de religion, occupations, pillages et destructions refont leur apparition. Catholiques et protestants se succèdent à Gramat. Les habitants doivent supporter angoisses des luttes, réquisitions et pillages. En 1562, les chefs du parti calviniste pillent la région pour procurer argent et vivres aux armées. Les églises ne sont pas épargnées, notamment à Rocamadour et à Gramat. Cette dernière est incendiée en 1568, toujours par ces mêmes troupes.
Le 10 juin 1624, le chef de la jacquerie des Croquants de 1624, Barrau, est pendu à Gramat, après l'échec de la révolte paysanne qui a suivi l'annulation de l'exemption de gabelle dont bénéficiait le Quercy.
Gramat, gros bourg agricole, s'affirme ensuite comme centre d'échanges paisiblement à l'abri des grandes mutations.

### Révolution française et Empire
Lors de la Révolution française, la population est peu encline à fournir des volontaires, et la résistance des prêtres à prêter serment a comme conséquence de voir ceux-ci interdits d'exercer leur ministère. Poussées par M. Delpy, curé de Gramat, des femmes en viennent même à s'insurger contre la nationalisation des biens du clergé, et réclament que ceux-ci lui soient restitués.

### Époque contemporaine
Par la suite, les deux grands conflits mondiaux marquent la vie de Gramat. Durant la Première Guerre mondiale, Gramat a son lot de jeunes gens mobilisés, et beaucoup ne reviennent pas du champ de bataille. D'autre part, de par son élevage de chevaux et ses haras, à cette époque là très florissants, Gramat sert à la fois de ville de garnison et de ville étape.
Le 8 juin 1944, le hameau de Donnadieu, à l'extrême sud du territoire de la commune, et la ferme de Gabaudet, située dans la commune voisine d'Issendolus, sont le théâtre d’exactions commises par le 4e régiment SS « Der Führer », appartenant à la division Das Reich, en route vers la Normandie,.
Au XXIe siècle, Gramat est un gros bourg chef-lieu de canton, tourné vers l'artisanat et l'agriculture essentiellement composée de petites exploitations familiales, et traditionnelles. Gramat abrite néanmoins un centre de recherches et d'essais sur les munitions à l'uranium appauvri de la Direction générale de l'armement (DGA). En 2010, ce centre a été transféré de la DGA au Commissariat à l'énergie atomique.
Gramat est aussi le siège depuis 1945 de l'école cynophile de la gendarmerie. Ce centre de formation des maîtres de chien de la gendarmerie est l'unique établissement dont dispose la Gendarmerie nationale pour le dressage des chiens et la formation des éducateurs.
En 1999, sept spéléologues de la commune sont bloqués dans le gouffre des Vitarelles à cause d'importantes pluies inondant les cavités. Ils sont secourus au bout de sept jours au terme d'une importante opération de sauvetage.

## Politique et administration

### Administration municipale
Le nombre d'habitants au recensement de 2011 étant compris entre 3 500 habitants et 4 999 habitants au dernier recensement, le nombre de membres du conseil municipal est de vingt sept,.

### Rattachements administratifs et électoraux
Commune faisant partie de l'arrondissement de Gourdon de la communauté de communes Causses et Vallée de la Dordogne et du canton de Gramat.

### Liste des maires
| Période   | Période                   | Identité                 | Étiquette     | Qualité                                            |
| --------- | ------------------------- | ------------------------ | ------------- | -------------------------------------------------- |
| 1801      | 1807                      | Pierre Bonnassie         |               |                                                    |
| 1807      | 1818                      | Louis Bouzon-lacomte     |               |                                                    |
| 1818      | 1827                      | Jean Jacques Gardarens   |               |                                                    |
| 1827      | 1830                      | Jean Baptiste Gignet     |               |                                                    |
| 1830      | 1831                      | Jean Pierre Lacassaigne  |               |                                                    |
| 1831      | 1832                      | Augustin Alayrac         |               |                                                    |
| 1832      | 1837                      | Jean Pierre Garrigues    |               |                                                    |
| 1837      | 1848                      | Jean Gabriel Mejecaze    |               |                                                    |
| 1848      | 1851                      | Jean Bergougnoux         |               |                                                    |
| 1851      | 1851                      | Alfred Blat              |               |                                                    |
| 1851      | 1851                      | Jean Bergougnoux         |               |                                                    |
| 1851      | 1870                      | A. Auge-alayrac          |               |                                                    |
| 1870      | 1874                      | Amans Grussel            |               |                                                    |
| 1874      | 1878                      | Emile Calmels D'artinsac |               |                                                    |
| 1879      | 1881                      | Amans Grussel            |               |                                                    |
| 1881      | 1882                      | Marie Lazare Quercy      |               |                                                    |
| 1882      | 1888                      | Emile Calmels D'artinsac |               |                                                    |
| 1888      | 1892                      | Arnaud Orliac            |               |                                                    |
| 1892      | 1894                      | Arnaud Bergougnoux       |               |                                                    |
| 1894      | 1901                      | Pierre Fonservines       |               |                                                    |
| 1901      | 1904                      | Olivier Soulhie          |               |                                                    |
| 1904      | 1918                      | Paul Souladié            |               |                                                    |
| 1919      | 1952                      | Louis Mazet              | Rad.          | Négociant en vins Conseiller général (1945-1949)   |
| 1952      | 1953                      | Fernand Castagné         | Rad.          | Négociant en gros Conseiller général (1949-1955)   |
| 1953      | 1974                      | Paul Mazet               | Rad. puis MRG | Négociant en vins Conseiller général (1955-1973)   |
| 1974      | juin 1995                 | Jean Dumas               | UDR puis RPR  | Chirurgien-dentiste Conseiller général (1973-2004) |
| juin 1995 | mars 2014                 | Franck Theil             | DVD           | Vétérinaire                                        |
| mars 2014 | En cours (au 28 mai 2020) | Michel Sylvestre         | PS puis LREM  | Médecin généraliste                                |

### Politique environnementale
Pour la collecte des ordures ménagères Gramat s'appuie sur le syndicat mixte Bio Alvignac Gramat - Déchets Ménagers (SM BAG DM) membre du syndicat départemental d’élimination des déchets (SYDED) du Lot. Le SM BAG DM emploie deux agents techniques à temps plein et un agent administratif à temps partiel. Le principe du tri sélectif en trois catégorie est adopté : déchets non recyclés ; emballages en métal et plastique ; verre. Les habitants déposent leur déchets aux points d'apport volontaire équipé de conteneurs en bac enterrés de 5 m3 ou en conteneur de 750 litres.
En 2014, chaque citoyen de Gramat a produit chaque mois 90 kg de déchets non recyclés pour un coût de traitement de 110 euros et 30 kg d'emballage triés pour un coût de 25 euros, soit 1 440 kg par an.
Les autres déchets sont apportés par les habitants à la déchèterie située sur la zone artisanale des Vieilles Vignes au nord-ouest de la commune.
Le 18 septembre 2014, le maire signe une convention foncière avec la Compagnie nationale du Rhône pour un projet de construction et d'exploitation d'une centrale électrique solaire sur les terrains de l'ancienne décharge route de Reilhac. Installée sur une surface de 10 ha, elle aurait une puissance de 5 MW et permettrait d'alimenter l'équivalent de 3 500 foyers.
Depuis fin 2015, la municipalité a mis à disposition de tous une aire de covoiturage située au giratoire du début de la déviation au Nord-Ouest de la commune (côté Brive) sur la D840.
La commune participe au concours organisé par le Conseil national des villes et villages fleuris et en 2015, a obtenu le niveau « une fleur ».

### Finances locales
Cette sous-section est consacrée aux finances locales de Gramat de 2000 à 2018.
Pour l'exercice 2018, le compte administratif du budget municipal de Gramat s'établit à  5 077 990 € en dépenses et 5 929 050 € en recettes :
- les dépenses se répartissent en 3 368 400 € de charges de fonctionnement et 1 709 590 € d'emplois d'investissement ;
- les recettes proviennent des 3 767 220 € de produits de fonctionnement et de 2 161 830 € de ressources d'investissement.

Pour Gramat en 2018, la section de fonctionnement se répartit en 3 368 400 €  de charges (905 € par habitant) pour 3 767 220 € de produits (1 012 € par habitant), soit un solde de la section de fonctionnement de 398 810 € (107 € par habitant) :
- le principal pôle de dépenses de fonctionnement est celui des charges de personnels[Note 8] pour un montant de 1 873 000 € (56 %), soit 503 € par habitant, ratio supérieur de 14 % à la valeur moyenne pour les communes de la même strate (442 € par habitant). Sur les 5 dernières années, ce ratio fluctue et présente un minimum de 445 € par habitant en 2014 et un maximum de 503 € par habitant en 2018. Viennent ensuite les groupes des achats et charges externes[Note 9] pour 21 %, des subventions versées[Note 10] pour 1 %, des charges financières[Note 11] pour des sommes inférieures à 1 % et finalement celui des contingents[Note 12] pour des sommes inférieures à 1 % ;
- la plus grande part des recettes est constituée des impôts locaux[Note 13] pour une valeur de 1 878 000 € (50 %), soit 505 € par habitant, ratio supérieur de 14 % à la valeur moyenne pour les communes de la même strate (443 € par habitant). Sur les 5 dernières années, ce ratio fluctue et présente un minimum de 464 € par habitant en 2015 et un maximum de 504 € par habitant en 2018. Viennent ensuite de la dotation globale de fonctionnement (DGF)[Note 14] pour 16 % et des autres impôts[Note 15] pour 1 %.

La dotation globale de fonctionnement est quasiment égale à celle versée en 2017.
Les taux des taxes ci-dessous sont votés par la municipalité de Gramat. Ils sont constants par rapport à 2017 :
- la taxe d'habitation : 9,74 % ;
- la taxe foncière sur le bâti : 23,66 % ;
- celle sur le non bâti : 168,20 %.

Les emplois d'investissement en 2018 comprenaient par ordre d'importance :
- des dépenses d'équipement[Note 16] pour une valeur de 963 000 € (56 %), soit 259 € par habitant, ratio inférieur de 25 % à la valeur moyenne pour les communes de la même strate (344 € par habitant). Sur les 5 dernières années, ce ratio fluctue et présente un minimum de 181 € par habitant en 2014 et un maximum de 414 € par habitant en 2017 ;
- des remboursements d'emprunts[Note 17] pour un montant de 350 000 € (20 %), soit 94 € par habitant, ratio supérieur de 21 % à la valeur moyenne pour les communes de la même strate (78 € par habitant).

Les ressources en investissement de Gramat se répartissent principalement en :
- subventions reçues pour une valeur de 699 000 € (32 %), soit 188 € par habitant, ratio supérieur de 169 % à la valeur moyenne pour les communes de la même strate (70 € par habitant). Pour la période allant de 2014 à 2018, ce ratio fluctue et présente un minimum de 64 € par habitant en 2014 et un maximum de 187 € par habitant en 2018 ;
- fonds de Compensation pour la TVA pour une somme de 169 000 € (8 %), soit 46 € par habitant, ratio supérieur de 21 % à la valeur moyenne pour les communes de la même strate (38 € par habitant).

L'endettement de Gramat au 31 décembre 2018 peut s'évaluer à partir de trois critères : l'encours de la dette, l'annuité de la dette et sa capacité de désendettement :
- l'encours de la dette pour une valeur totale de 1 060 000 €, soit 285 € par habitant, ratio inférieur de 63 % à la valeur moyenne pour les communes de la même strate (763 € par habitant). Depuis 5 ans, ce ratio diminue de façon continue de 756 € à 284 € par habitant ;
- l'annuité de la dette pour  380 000 €, soit 102 € par habitant, ratio voisin de la valeur moyenne de la strate. En partant de 2014 et jusqu'à 2018, ce ratio diminue de façon continue de 168 € à 102 € par habitant ;
- la capacité d'autofinancement (CAF) pour  835 000 €, soit 224 € par habitant, ratio supérieur de 22 % à la valeur moyenne pour les communes de la même strate (183 € par habitant). Pour la période allant de 2014 à 2018, ce ratio fluctue et présente un minimum de 197 € par habitant en 2017 et un maximum de 243 € par habitant en 2016. La capacité de désendettement est d'environ un an en 2018. Sur une période de 19 années, ce ratio présente un minimum en 2000 et un maximum d'environ 13 années en 2006.

Les courbes G4a et G4b présentent l'historique des dettes de Gramat.
|                                                                         |
| Valeurs en euros · Gramat, Par habitant : CAF Encours total de la dette |

|                                                                 |
| Valeurs en années · Gramat, : Ratio = Encours de la dette / CAF |

## Population et société

### Démographie
| 1793  | 1800  | 1806  | 1821  | 1831  | 1836  | 1841  | 1846  | 1851  |
| ----- | ----- | ----- | ----- | ----- | ----- | ----- | ----- | ----- |
| 3 553 | 1 842 | 2 335 | 3 295 | 3 428 | 3 509 | 3 560 | 3 926 | 3 995 |

| 1856  | 1861  | 1866  | 1872  | 1876  | 1881  | 1886  | 1891  | 1896  |
| ----- | ----- | ----- | ----- | ----- | ----- | ----- | ----- | ----- |
| 3 840 | 4 074 | 4 067 | 3 851 | 4 056 | 4 032 | 4 012 | 3 867 | 2 996 |

| 1901  | 1906  | 1911  | 1921  | 1926  | 1931  | 1936  | 1946  | 1954  |
| ----- | ----- | ----- | ----- | ----- | ----- | ----- | ----- | ----- |
| 3 023 | 2 744 | 2 652 | 2 764 | 2 792 | 2 770 | 2 871 | 2 736 | 2 703 |

| 1962  | 1968  | 1975  | 1982  | 1990  | 1999  | 2006  | 2008  | 2013  |
| ----- | ----- | ----- | ----- | ----- | ----- | ----- | ----- | ----- |
| 2 995 | 3 161 | 3 288 | 3 643 | 3 526 | 3 545 | 3 536 | 3 524 | 3 596 |

| 2018  | 2022  | - | - | - | - | - | - | - |
| ----- | ----- | - | - | - | - | - | - | - |
| 3 468 | 3 496 | - | - | - | - | - | - | - |

| selon la population municipale des années : | 1968 | 1975 | 1982 | 1990 | 1999 | 2006 | 2009 | 2013 |
| Rang de la commune dans le département      | 6    | 6    | 5    | 5    | 5    | 6    | 6    | 4    |
| Nombre de communes du département           | 340  | 340  | 340  | 340  | 340  | 340  | 340  | 340  |

### Enseignement
Gramat est située dans l'Académie de Toulouse.
Elle administre une école maternelle et une école élémentaire communales et dispose d'une école primaire privée relevant de la congrégation des Sœurs de Notre-Dame du Calvaire. Le département gère deux collèges : le collège La Garenne (enseignement public) et le collège Sainte-Hélène (enseignement privé, appartenant à la Congrégation des Sœur de Notre-Dame du Calvaire). La commune ne dispose pas de lycée.
Un centre de formation professionnelle est l'une des quatre écoles de France formant aux métiers animaliers.

### Manifestations culturelles et festivités
Depuis 1891 ont lieu chaque année à Gramat les seules courses de chevaux du département, organisées par la Société des courses de Gramat sur l'hippodrome du Tumulus. Le site s'étend sur 35 hectares, avec des pistes en herbe pour le plat, le trot, l'obstacle, et des tribunes partiellement couvertes. Les courses ont lieu en parallèle des fêtes de Gramat, le premier week-end d'août et le lundi suivant et attirent 2  à   3 000 visiteurs, qui peuvent s'adonner au Pari mutuel.

### Santé
Gramat dispose depuis le 5 janvier 2015 d'une Maison de santé regroupant quatre médecins généralistes, une kinésithérapeute et une infirmière. Par ailleurs y sont implantés trois établissements d'hébergement pour personnes âgées dépendantes (EHPAD) : Louis Conte, Charles de Gaulle et Pierre Bonhomme et la résidence de logements foyers Georges Pompidou, résidence non médicalisée pour les personnes âgées.

### Sports
Les Gramatois disposent de clubs de football, rugby, handball, tennis, natation, badminton et karaté[réf. nécessaire].

## Économie

### Revenus
En 2018, la commune compte 1 537 ménages fiscaux, regroupant 3 029 personnes. La médiane du revenu disponible par unité de consommation est de 20 810 € (20 740 € dans le département). 45 % des ménages fiscaux sont imposés (44,9 % dans le département).

### Emploi
|                | 2008  | 2013  | 2018  |
| -------------- | ----- | ----- | ----- |
| Commune        | 4,2 % | 8,6 % | 9,8 % |
| Département    | 7,3 % | 8,9 % | 9,6 % |
| France entière | 8,3 % | 10 %  | 10 %  |

En 2018, la population âgée de 15 à 64 ans s'élève à 1 859 personnes, parmi lesquelles on compte 74,9 % d'actifs (65,1 % ayant un emploi et 9,8 % de chômeurs) et 25,1 % d'inactifs,. En 2018, le taux de chômage communal (au sens du recensement) des 15-64 ans est supérieur à celui du département, mais inférieur à celui de la France, alors qu'il était inférieur à celui du département et de la France en 2008.
La commune est la commune-centre de l'aire d'attraction de Gramat,. Elle compte 2 458 emplois en 2018, contre 2 450 en 2013 et 2 403 en 2008. Le nombre d'actifs ayant un emploi résidant dans la commune est de 1 243, soit un indicateur de concentration d'emploi de 197,7 % et un taux d'activité parmi les 15 ans ou plus de 46,6 %.
Sur ces 1 243 actifs de 15 ans ou plus ayant un emploi, 821 travaillent dans la commune, soit 66 % des habitants. Pour se rendre au travail, 82,8 % des habitants utilisent un véhicule personnel ou de fonction à quatre roues, 1,9 % les transports en commun, 10,7 % s'y rendent en deux-roues, à vélo ou à pied et 4,7 % n'ont pas besoin de transport (travail au domicile).

### Activités hors agriculture

#### Secteurs d'activités
336 établissements sont implantés à Gramat au 31 décembre 2019. Le tableau ci-dessous en détaille le nombre par secteur d'activité et compare les ratios avec ceux du département,.
| Secteur d'activité                                                                                        | Commune | Commune | Département |
| Secteur d'activité                                                                                        | Nombre  | %       | %           |
| --- | ------- | ------- | ----------- |
| Ensemble                                                                                                  | 336     | 100 %   | (100 %)     |
| Industrie manufacturière, industries extractives et autres                                                | 47      | 14 %    | (14 %)      |
| Construction                                                                                              | 32      | 9,5 %   | (13,9 %)    |
| Commerce de gros et de détail, transports, hébergement et restauration                                    | 126     | 37,5 %  | (29,9 %)    |
| Information et communication                                                                              | 2       | 0,6 %   | (1,8 %)     |
| Activités financières et d'assurance                                                                      | 16      | 4,8 %   | (2,8 %)     |
| Activités immobilières                                                                                    | 13      | 3,9 %   | (3,5 %)     |
| Activités spécialisées, scientifiques et techniques et activités de services administratifs et de soutien | 23      | 6,8 %   | (13,5 %)    |
| Administration publique, enseignement, santé humaine et action sociale                                    | 53      | 15,8 %  | (12 %)      |
| Autres activités de services                                                                              | 24      | 7,1 %   | (8,7 %)     |

Le secteur du commerce de gros et de détail, des transports, de l'hébergement et de la restauration est prépondérant sur la commune puisqu'il représente 37,5 % du nombre total d'établissements de la commune (126 sur les 336 entreprises implantées à Gramat), contre 29,9 % au niveau départemental.

#### Entreprises et commerces
Les cinq entreprises ayant leur siège social sur le territoire communal qui génèrent le plus de chiffre d'affaires en 2020 sont :
- Calane, hypermarchés (35 350 k€)
- LJS, travaux d'installation d'équipements thermiques et de climatisation (3 913 k€)
- Sytec, supermarchés (3 437 k€)
- Cars Quercy Correze, transports routiers réguliers de voyageurs (2 070 k€)
- Quercy Negoce Auto, commerce de voitures et de véhicules automobiles légers (1 824 k€)

### Agriculture
La commune est dans les Causses », une petite région agricole occupant une grande partie centrale du département du Lot. En 2020, l'orientation technico-économique de l'agriculture  sur la commune est l'élevage d'ovins ou de caprins.
|               | 1988  | 2000  | 2010  | 2020  |
| ------------- | ----- | ----- | ----- | ----- |
| Exploitations | 60    | 65    | 51    | 30    |
| SAU (ha)      | 2 704 | 2 215 | 3 068 | 2 044 |

Le nombre d'exploitations agricoles en activité et ayant leur siège dans la commune est passé de 60 lors du recensement agricole de 1988  à 65 en 2000 puis à 51 en 2010 et enfin à 30 en 2020, soit une baisse de 50 % en 32 ans. Le même mouvement est observé à l'échelle du département qui a perdu pendant cette période 60 % de ses exploitations,. La surface agricole utilisée sur la commune a également diminué, passant de 2704 ha en 1988 à 2044 ha en 2020. Parallèlement la surface agricole utilisée moyenne par exploitation a augmenté, passant de 45 à 68 ha.

## Culture locale et patrimoine

### Lieux et monuments
- Église Saint-Pierre de Gramat.
- Chapelle du Bienheureux-Pierre-Bonhomme de Gramat.
- Église Saint-Aignan de Saint-Chignes. L'édifice est référencé dans la base Mérimée et à l'Inventaire général Région Occitanie[86]. L'église située au lieu-dit Saint-Chignes était rattachée à un prieuré détruit lors de la guerre de Cent Ans et reconstruite par la suite pour devenir église paroissiale. Ses périodes de construction et de modification vont de la période romane à la période moderne. Dans le cadre d'un action menée par la commune et l'association locale des Amis de l'église de Saint-Chignes, ses toitures ont été restaurées en 2017, et son patrimoine décoratif du XIXe siècle devrait être l'objet d'une intervention[87].
- Église Saint-Maurice de Prangères. L'édifice est référencé dans la base Mérimée et à l'Inventaire général Région Occitanie[88].
- Tour de l'Horloge (XVIe siècle)
- Halle (XIXe siècle)
- Parc animalier de Gramat
- Centre national d'instruction cynophile de la Gendarmerie nationale
- Moulin du Saut
- le Grand-Couvent, maison-mère de la congrégation des Sœurs de Notre-Dame du Calvaire, construit en 1871.
- Tumulus dit de « l'étron de Gargantua » : c'est un énorme tumulus (200 mètres de circonférence) datant probablement[46] de l'Âge du Fer situé à proximité de l'hippodrome auquel il a donné son nom.
- Hippodrome du Tumulus
- Gouffre des Vitarelles
- Igue de la Crousate
- Sentier de grande randonnée GR 6 allant de Sainte-Foy-la-Grande (Gironde) à Saint-Paul-sur-Ubaye (Alpes-de-Haute-Provence).

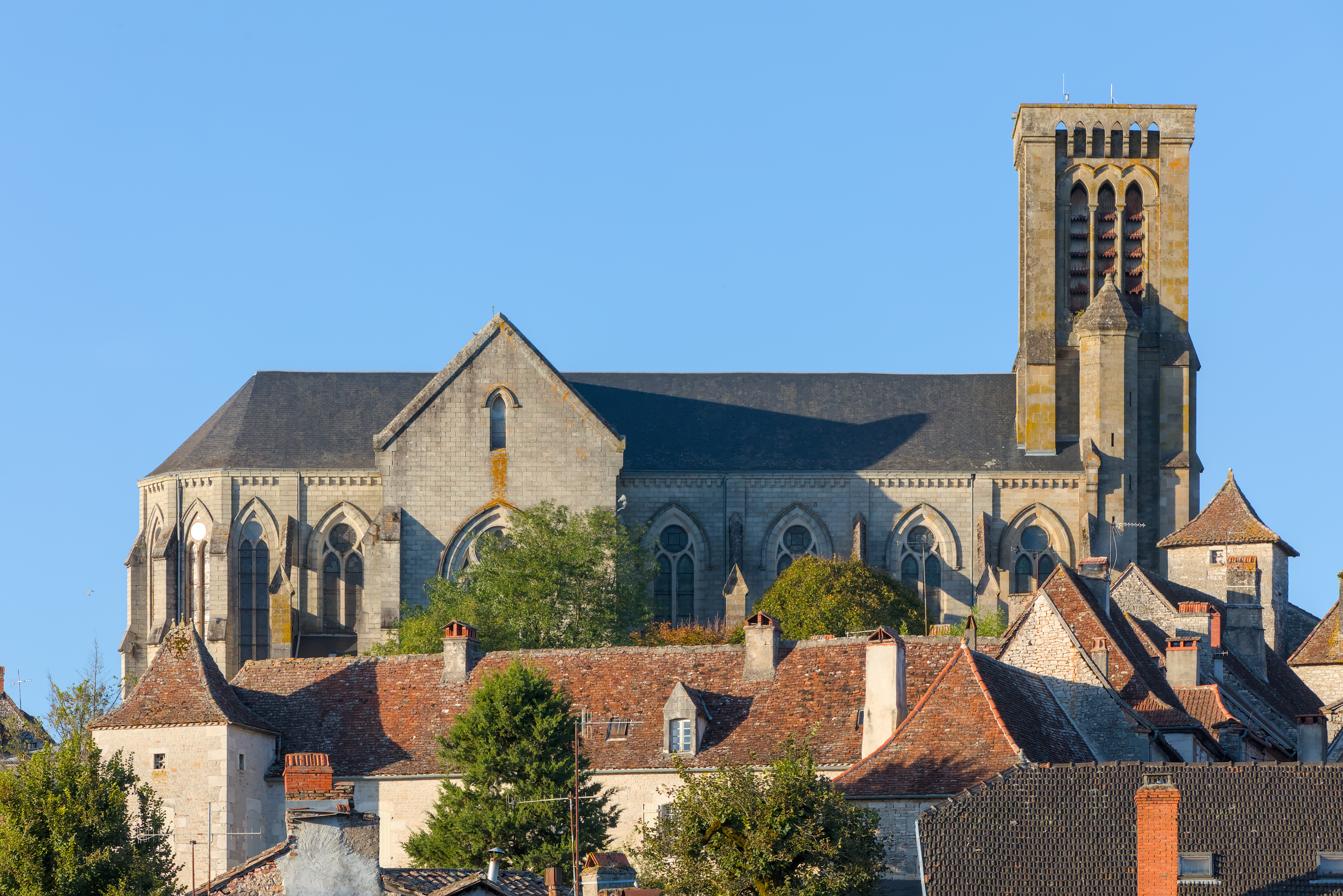
L'église Saint-Pierre.
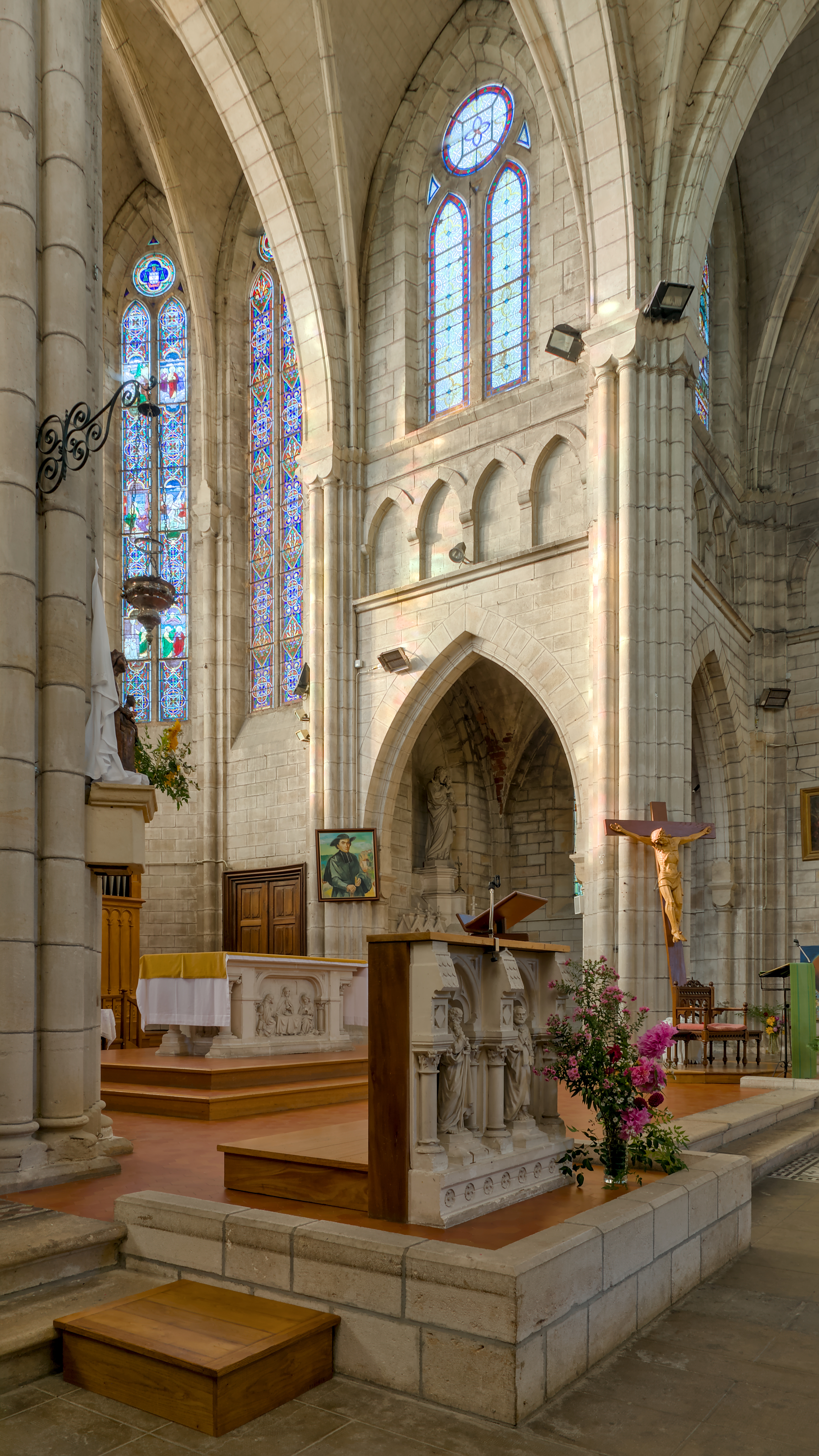
Intérieur de l'église Saint-Pierre : autel, crucifix et vitraux du choeur.
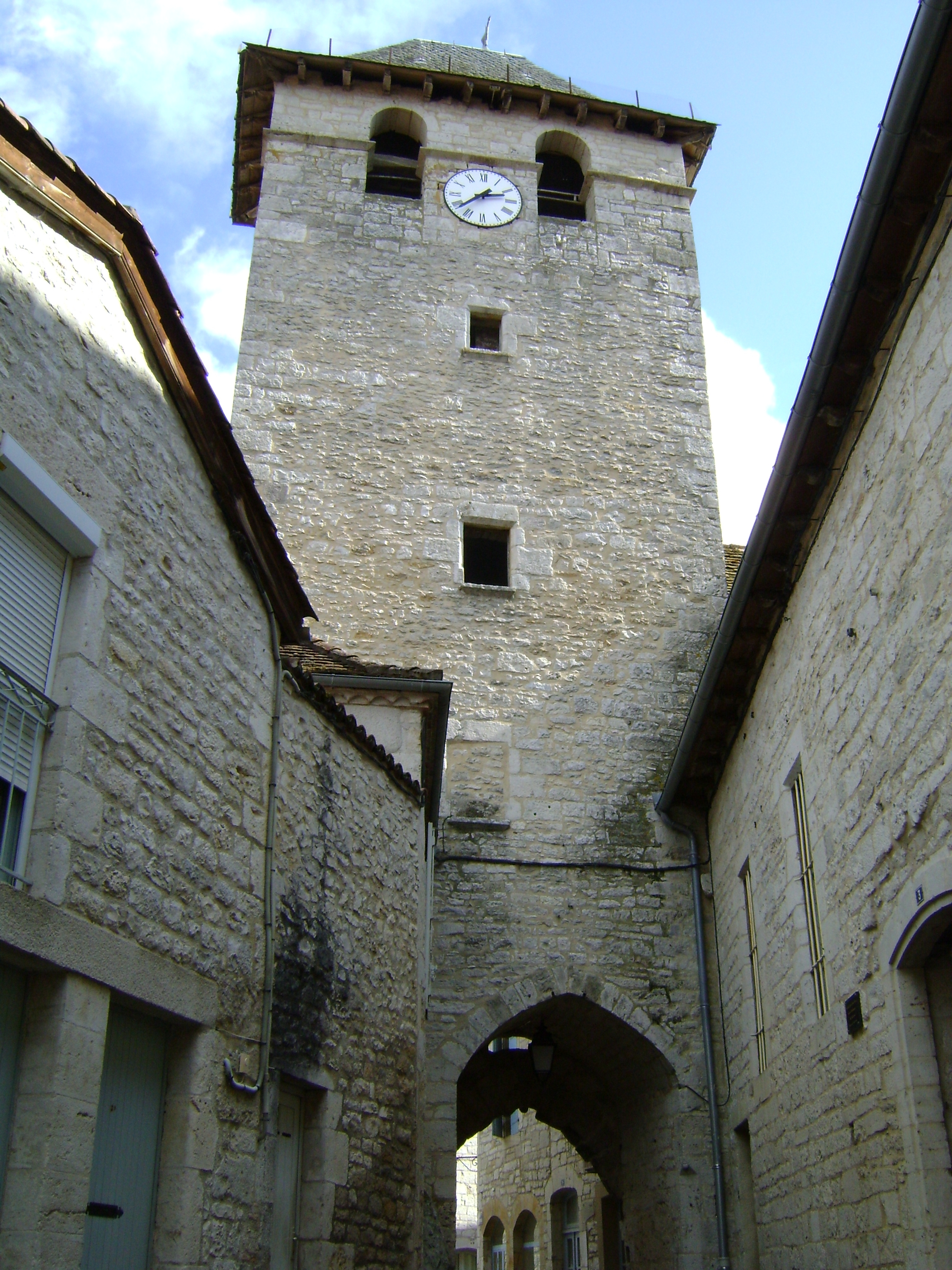
La Tour de l'Horloge.
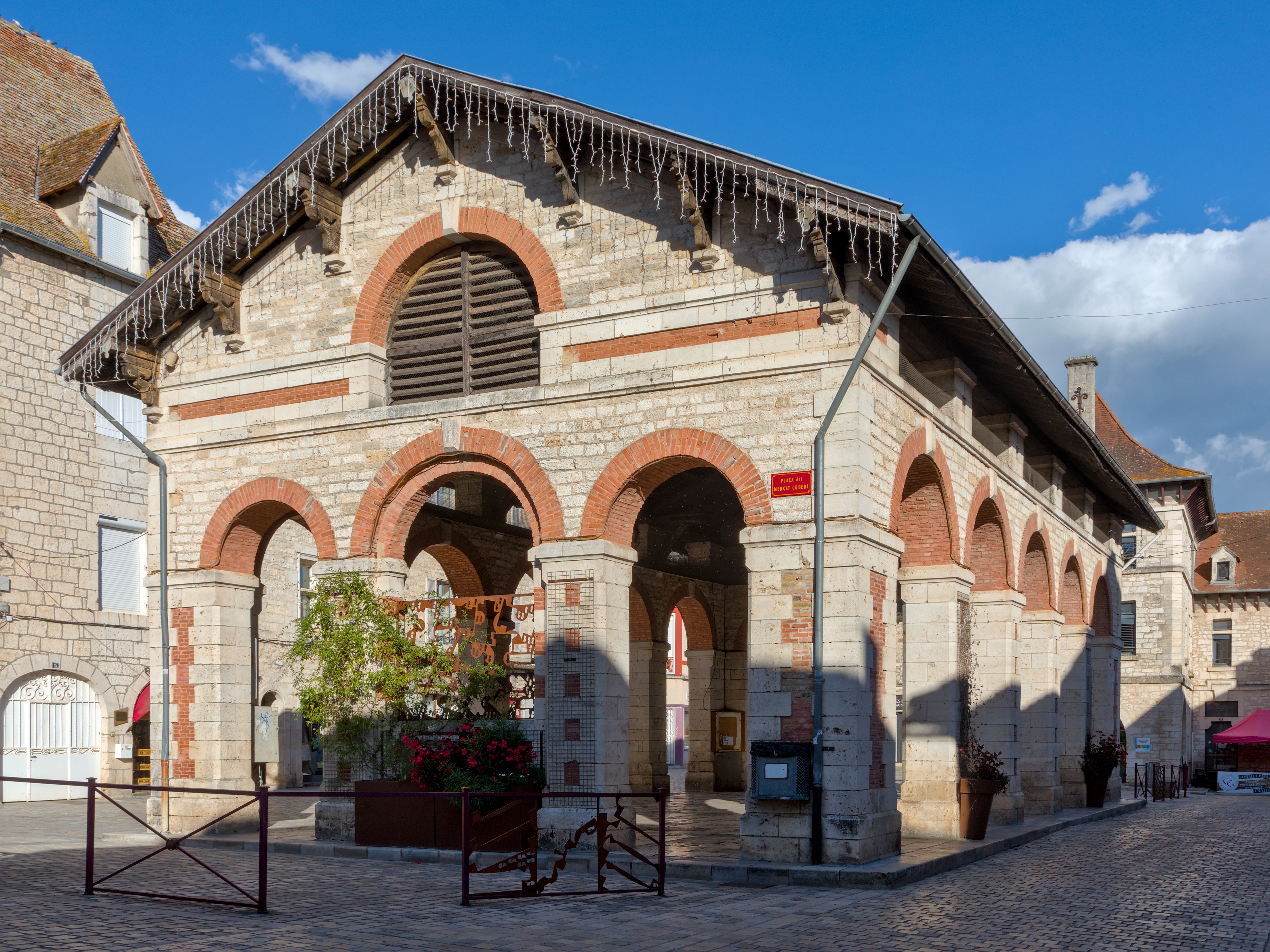
La halle du XIXe siècle.
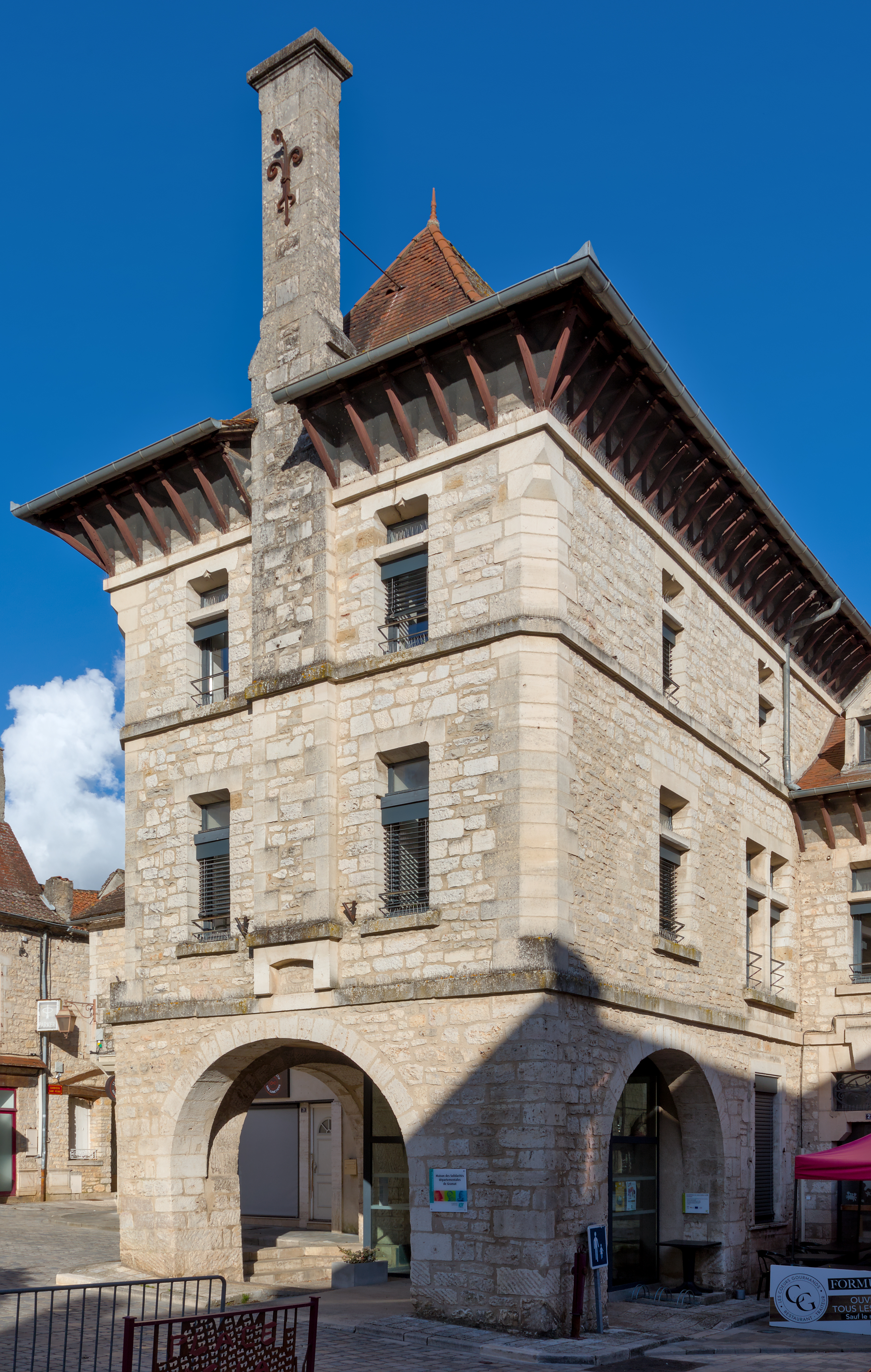
La Maison des solidarités départementales, place de la Halle.
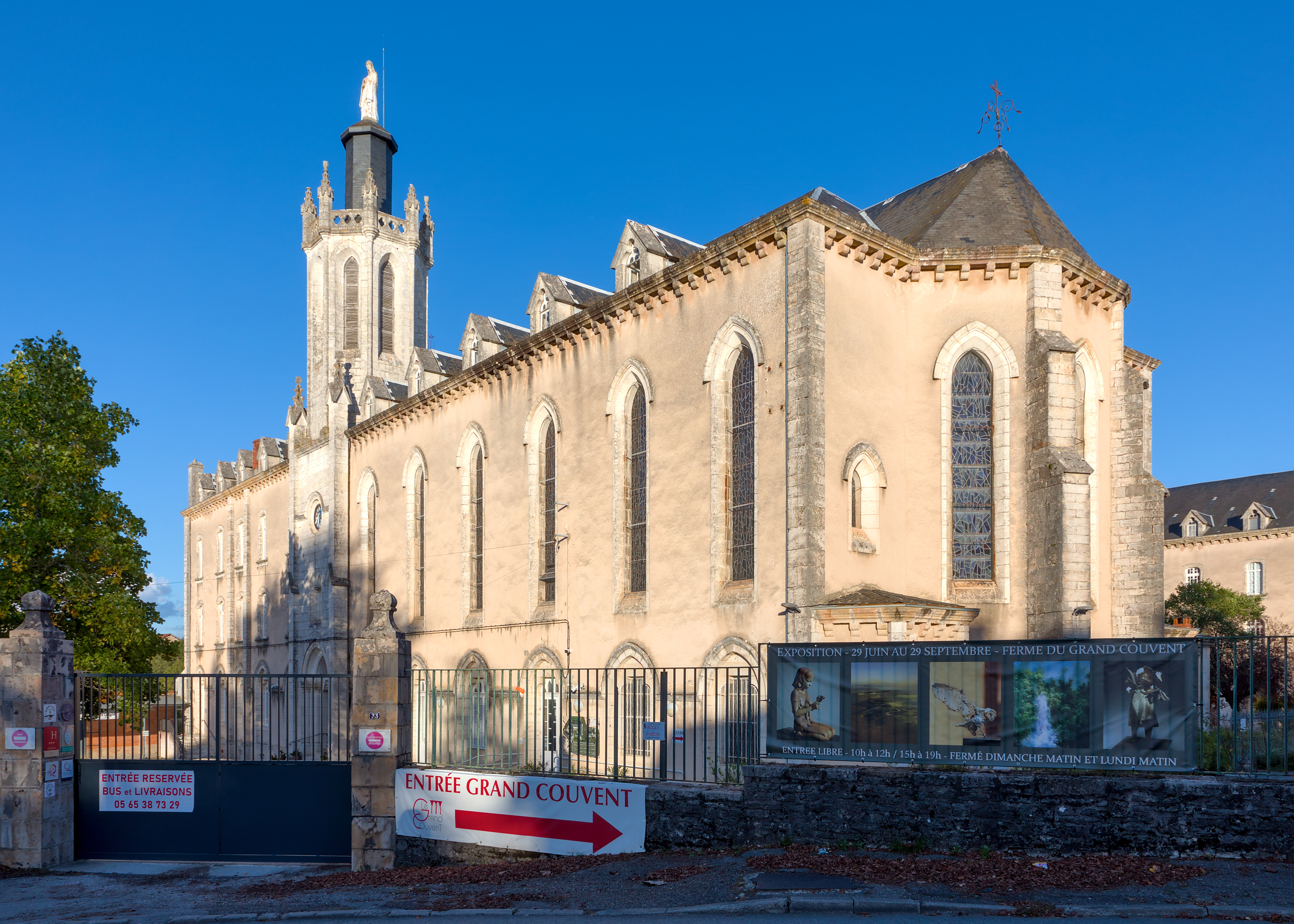
La chapelle de la ferme du Grand Couvent.

### Équipements culturels
La ville de Gramat dispose d'une médiathèque regroupant d’une part la bibliothèque municipale et d’autre part un espace cyberbase. La bibliothèque est ouverte gratuitement à tous les publics pour une consultation sur place des livres. Un abonnement annuel permet d'emprunter les ouvrages. Ses personnels sont associés aux activités périscolaires et aux manifestations intéressant les personnes de toutes tranches d'âge : atelier conte mensuel pour les enfants, ateliers et réunions ponctuels pour les adultes. Un site internet permet de consulter les ouvrages et gérer en ligne son abonnement. L’espace cyberbase offre la possibilité d'utiliser des moyens informatiques connectés à Internet. Ses personnels sont associés aux activités périscolaires et à l'accueil des écoles. Ils proposent aussi des activités orientées vers les adultes : initiation, certification B2i adultes, accompagnement individuel, ateliers Pôle Emploi.

### Culture et musique
Il existe à Gramat une école de musique, sous le statut d’association loi de 1901 et une maîtrise de chant ; les Petits chanteurs de Sainte-Hélène, maîtrise de Rocamadour, rattachée au collège Sainte-Hélène et au Centre de Musique Sacrée de Rocamadour. Les Petits chanteurs sont dirigés par Christophe Loiseleur des Longchamps[Quand ?] compositeur et chef de chœur de l'Ensemble Vocal de Brive, et ils sont accompagnés par Emmeran Rollin, organiste titulaire de Rocamadour[réf. nécessaire].

### Patrimoine linguistique
Gramat a fait le choix d'afficher son attachement à la culture et la langue occitanes, en traduisant une partie des panneaux dans son centre-ville.

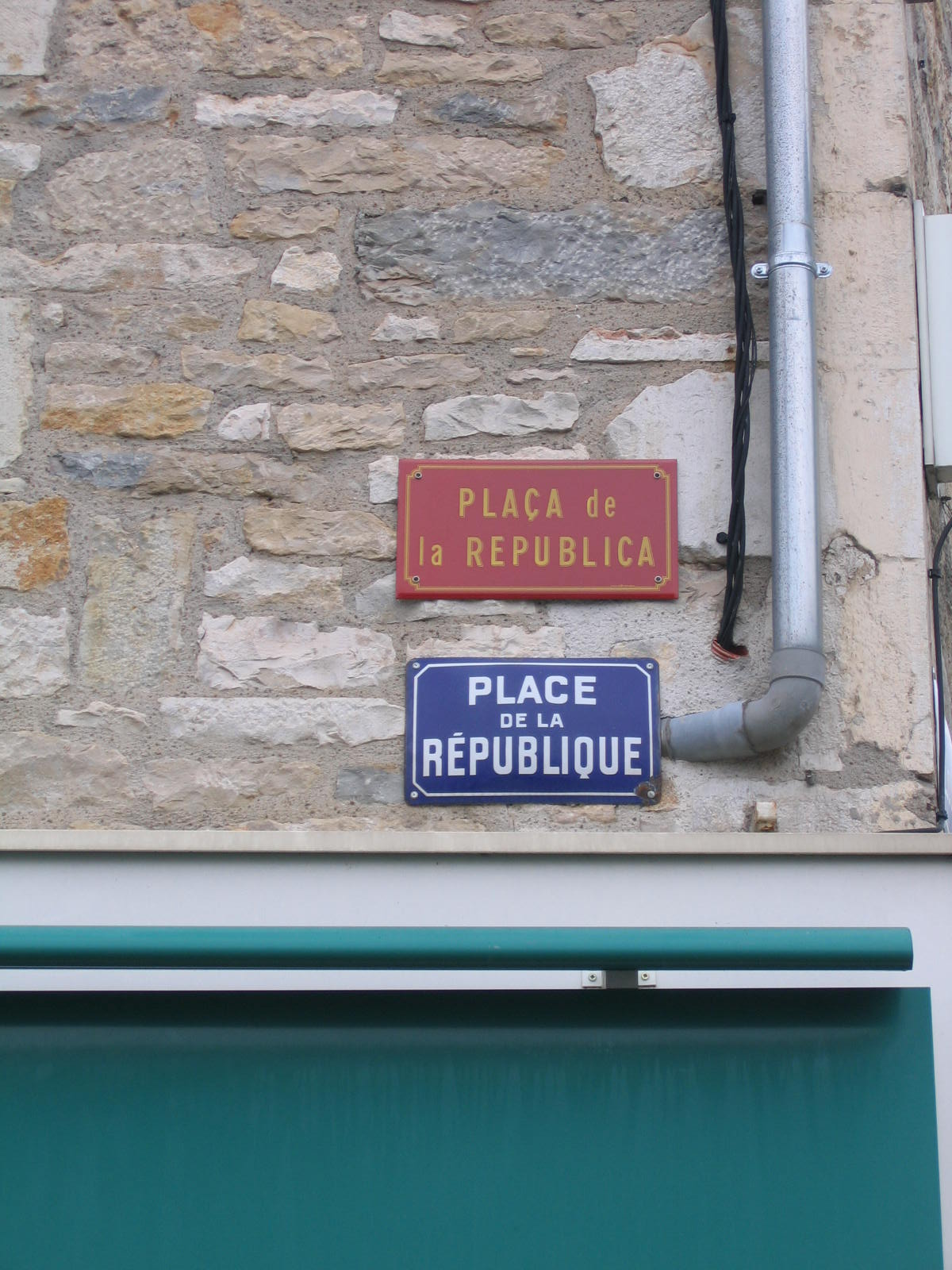
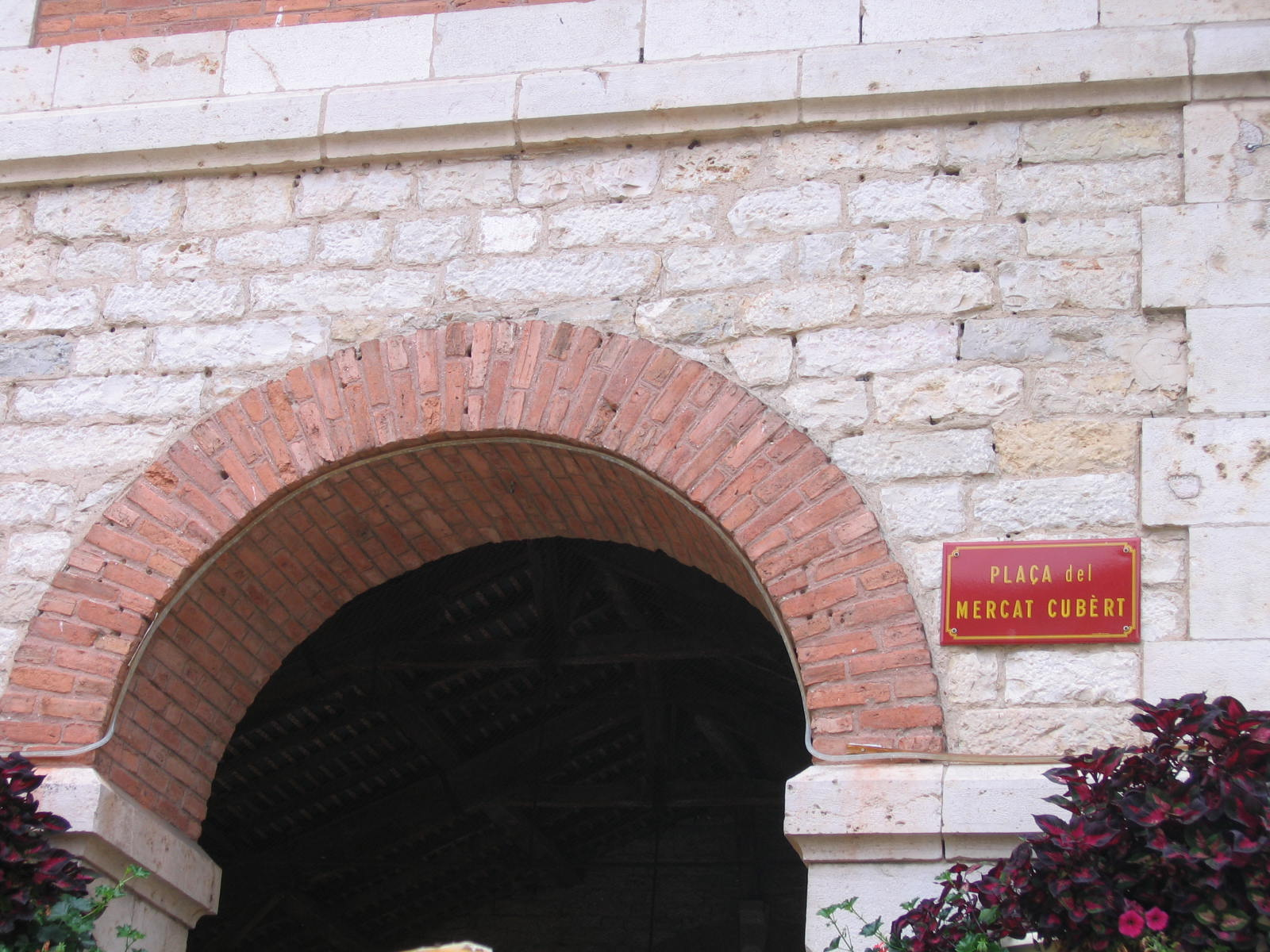
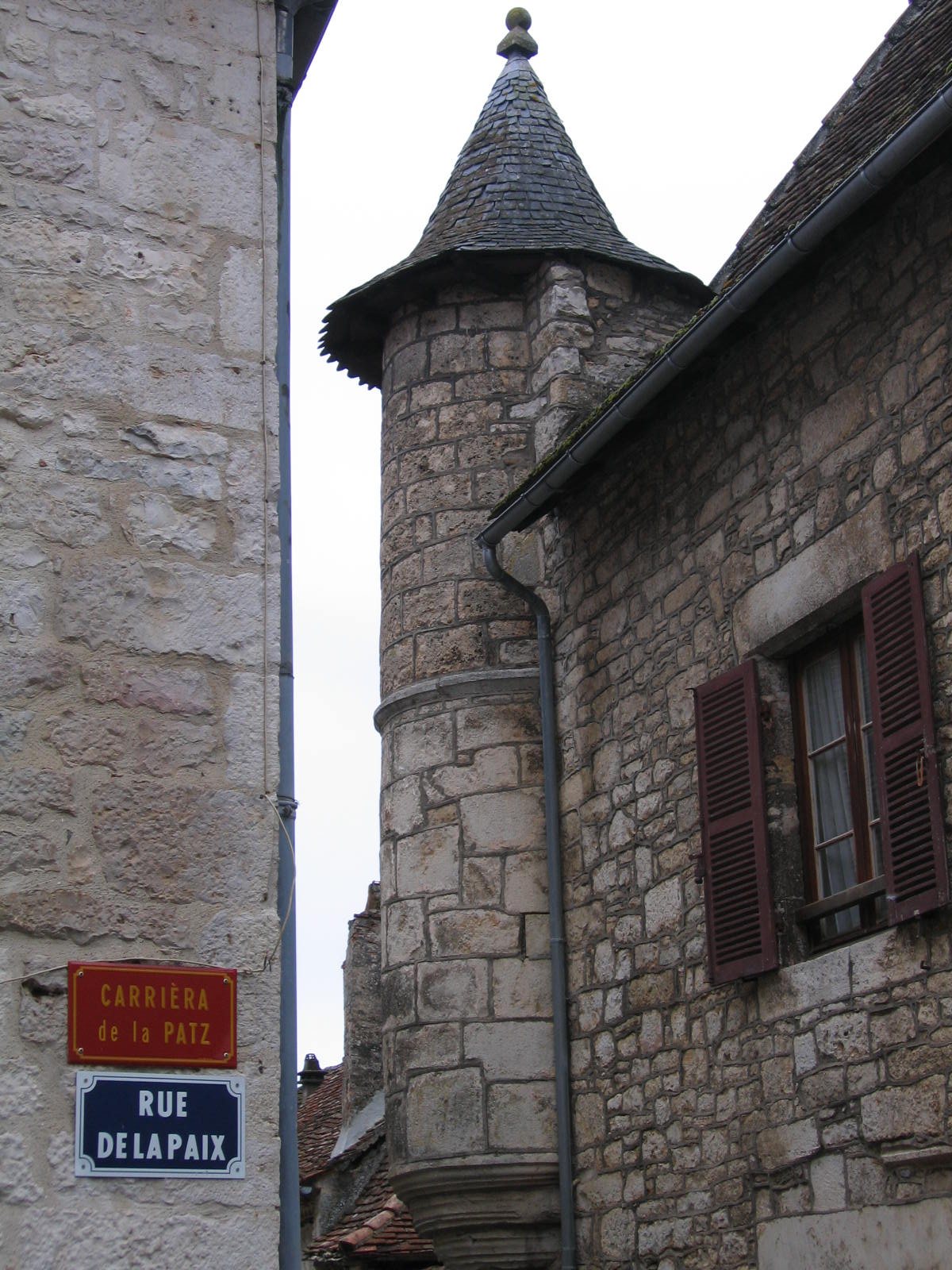

### Personnalités liées à la commune
- Paul Ayroles (1731-1795), curé et homme politique né à Saint-Chignes (Gramat), député du clergé aux Etats Généraux de 1789.
- Antoine Dubois (1756-1837), chirurgien, né à Gramat.
- Charles-Pierre Bessières (1792-1854), militaire et homme politique, mort à Gramat.
- Pierre Bonhomme (1803-1861), prêtre, fondateur de la congrégation des Sœurs de Notre-Dame du Calvaire. Il est né et mort à Gramat.
- Pierre Lafon, homme politique né le 12 avril 1806 à Gramat (Lot) et décédé à une date inconnue.
- Amédée Lemozi (1882-1970), archéologue, spéléologue et préhistorien, mort à Gramat.
- Raymond Lacam (1900-1962), archéologue, mort à Gramat.
- André Malraux (1901-1976), maquisard dans le maquis de Gramat.
- Alexandre Kojève (1902-1968), maquisard dans le maquis de Gramat.
- Jean Normand (1934-2016), ancien joueur de rugby à XV, né à Gramat.
- Emmanuel Delmas (1954), évêque. Il a été curé de Gramat à partir d’octobre 2007.

### Héraldique
| Blason de Gramat | Blason  | Écartelé: aux 1er et 4e d'azur au château à trois tours crénelées d'or; aux 2e et 3e de gueules au lion d'or                                                    |
| Blason de Gramat | Détails | Le statut officiel du blason reste à déterminer. |
| Blason de Gramat | Alias   | Écartelé : au premier et au quatrième de gueules au château de trois tours d'or maçonné de sable, au deuxième et au troisième d'argent au lion couronné d'azur. |
| Blason de Gramat | Alias   | D'azur, à une bande d'or. |

## Pour approfondir